# Wahlrechtsmittel
Ein Wahlrechtsmittel ist ein Rechtsinstitut, das es einer Partei in einem Strafverfahren nur gestattet, entweder Berufung oder Revision einzulegen.

## Rechtsgeschichte
Das Wahlrechtsmittel wurde zuerst 1923 von dem damaligen Reichsjustizminister Eugen Schiffer unter fiskalischen Gesichtspunkten vorgeschlagen und durch die Notverordnungen der Jahre 1931 und 1932 in das Strafverfahrensrecht eingeführt. 1950 wurde es durch das Vereinheitlichungsgesetz wieder abgeschafft. In den 1990er Jahren ist es durch den Entwurf des Bundesrates eines Zweiten Gesetzes zur Entlastung der Rechtspflege sowie den CDU/CSU-Entwurf eines Gesetzes zur Beschleunigung von Strafverfahren wieder ins Gespräch gekommen, aber im allgemeinen Strafverfahren nicht wieder eingeführt worden.

## Wahlrechtsmittel im Jugendstrafverfahren
Das geltende deutsche Prozessrecht kennt seit 1953 ein Wahlrechtsmittel im Jugendstrafverfahren. Gegen ein amtsgerichtliches Urteil, also ein solches vom Jugendrichter oder vom Jugendschöffengericht können die Staatsanwaltschaft oder der Verurteilte grundsätzlich das Rechtsmittel der Berufung oder dasjenige der Revision einlegen. Derjenige allerdings, der ein Urteil mit der Berufung angefochten hat, kann gegen das Urteil des Berufungsgericht nicht mehr Revision führen (§ 55 Abs. 2 JGG).
Im Vergleich zum allgemeinen Strafverfahren, in welchem das amtsgerichtliche Urteil gleichfalls sowohl mit der Berufung als auch mit der Revision angegriffen werden, aber auch gegen das Berufungsurteil Revision eingelegt werden kann, wird die Zahl der Instanzen durch die Ausgestaltung der Rechtsmittelmöglichkeit als Wahlrechtsmittel daher verringert. Dies soll im Jugendstrafverfahren eine Beschleunigung herbeiführen, die hier für besonderes erforderlich gehalten wird, um den erzieherischen Wert der Jugendstrafe zu erhöhen.

## Aktuelle rechtspolitische Diskussion
Mit dem Erziehungsgedanken im Jugendstrafrecht sei das Wahlrechtsmittel nach § 55 Abs. 2 JGG nicht so eng verknüpft, als dass dies einer Übernahme in das allgemeine Strafverfahren entgegenstünde. Im Zuge einer Prozessrechtsreformen wurde daher 2007 eine Ausweitung des Wahlrechtsmittels auch auf das allgemeine Strafverfahren gefordert (§§ 333, 335 StPO-E). Der Entwurf zielte darauf ab, den Widerspruch zu beseitigen, der daraus resultiere, dass nach geltendem Recht bei Strafverfahren, die beim Amtsgericht ihren Ausgang nehmen, drei Instanzen zur Verfügung stehen, bei Strafsachen, die erstinstanzlich vor dem Landgericht verhandelt werden, aber nur zwei. Die Revision diene jedoch entscheidend der Qualitätskontrolle der Tatsacheninstanzen. Diese Kontrolle bei einer Strafgewalt des Amtsgerichts von bis zu vier Jahren Freiheitsstrafe und damit bis in den Bereich der mittleren Kriminalität hinein faktisch entfallen zu lassen, hielt die Bundesregierung für nicht sachgerecht.
Eine 2014 von Bundesjustizminister Heiko Maas einberufene Expertenkommission zur Reform des Strafprozessrechts lehnte in ihrem im Oktober 2015 vorgelegten Abschlussbericht die Änderung des geltenden Rechtsmittelsystems zu Gunsten eines Wahlrechtsmittels erneut ab. Eine solche Änderung passe nicht zum deutschen Rechtsmittelsystem, nach dem die rasche Urteilsfindung im strafrichterlichen Verfahren vor dem Amtsgericht durch das Recht des Angeklagten auf eine zweite Tatsacheninstanz ausgeglichen werde.
Die Rechtsmittel der Berufung und der Revision haben demnach ihre jeweils eigene Bedeutung, was einer Beschränkung auf das eine oder das andere entgegensteht.